# Parafia Najświętszego Serca Pana Jezusa i Niepokalanego Serca Najświętszej Maryi Panny w Jaśle
Parafia Najświętszego Serca Pana Jezusa i Niepokalanego Serca Najświętszej Maryi Panny w Jaśle – parafia znajdująca się w diecezji rzeszowskiej, w dekanacie jasielskim zachodnim.
Erygowana w 1975 roku. Kościołem parafialnym jest kościół św. Faustyny Kowalskiej przy ulicy św. Jana z Dukli wzniesiony w 2005 roku. Parafia posiada jeden kościół rektoralny: kościół klasztorny Sióstr Wizytek: murowany, poświęcony w 1951, konsekrowany 1966 roku.

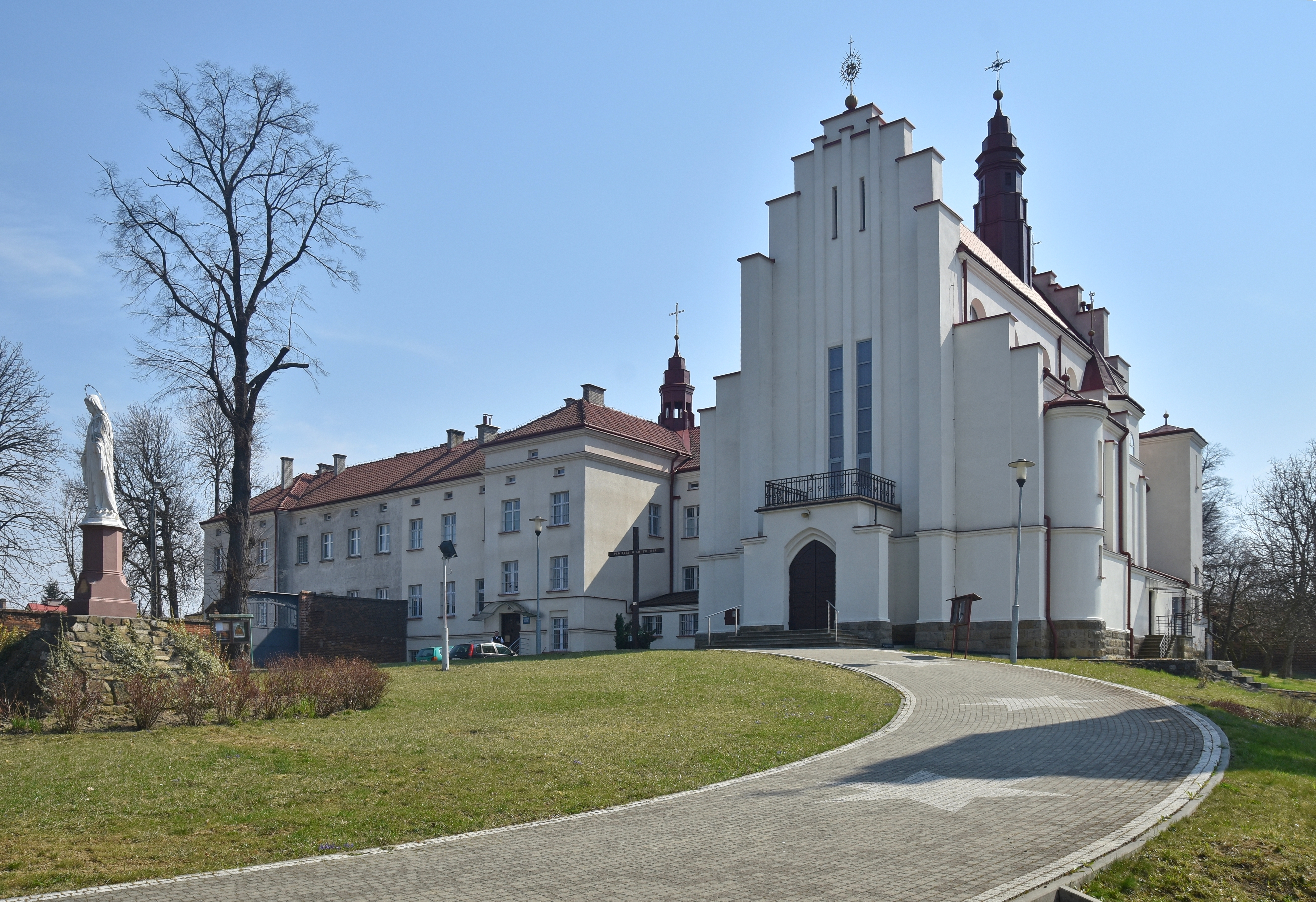
Kościół i klasztor Sióstr Wizytek